# 古柯科
古柯科（學名：Erythroxylaceae）共有4属约250余种，主要分布在热带美洲、亚洲及马达加斯加岛。中国有一属2种，分布在南方各省。
本科植物为常绿灌木或乔木；单叶互生，托叶早落；花簇生，两性，稀单性，辐射对称，花瓣5，雌雄异株；果实为核果。产于南美洲的古柯树（Erythroxylum.coca）树叶是提炼古柯碱（可卡因）的主要原料，是一种药物。
1981年的克朗奎斯特分类法将本科划分到亚麻目中，1998年根据基因亲缘关系分类的APG 分类法将其合并到新设立的金虎尾目中，2003年经过修订的APG II 分类法认为本科可以选择和红树科合并。